# متنزه الخانق العظيم الوطني

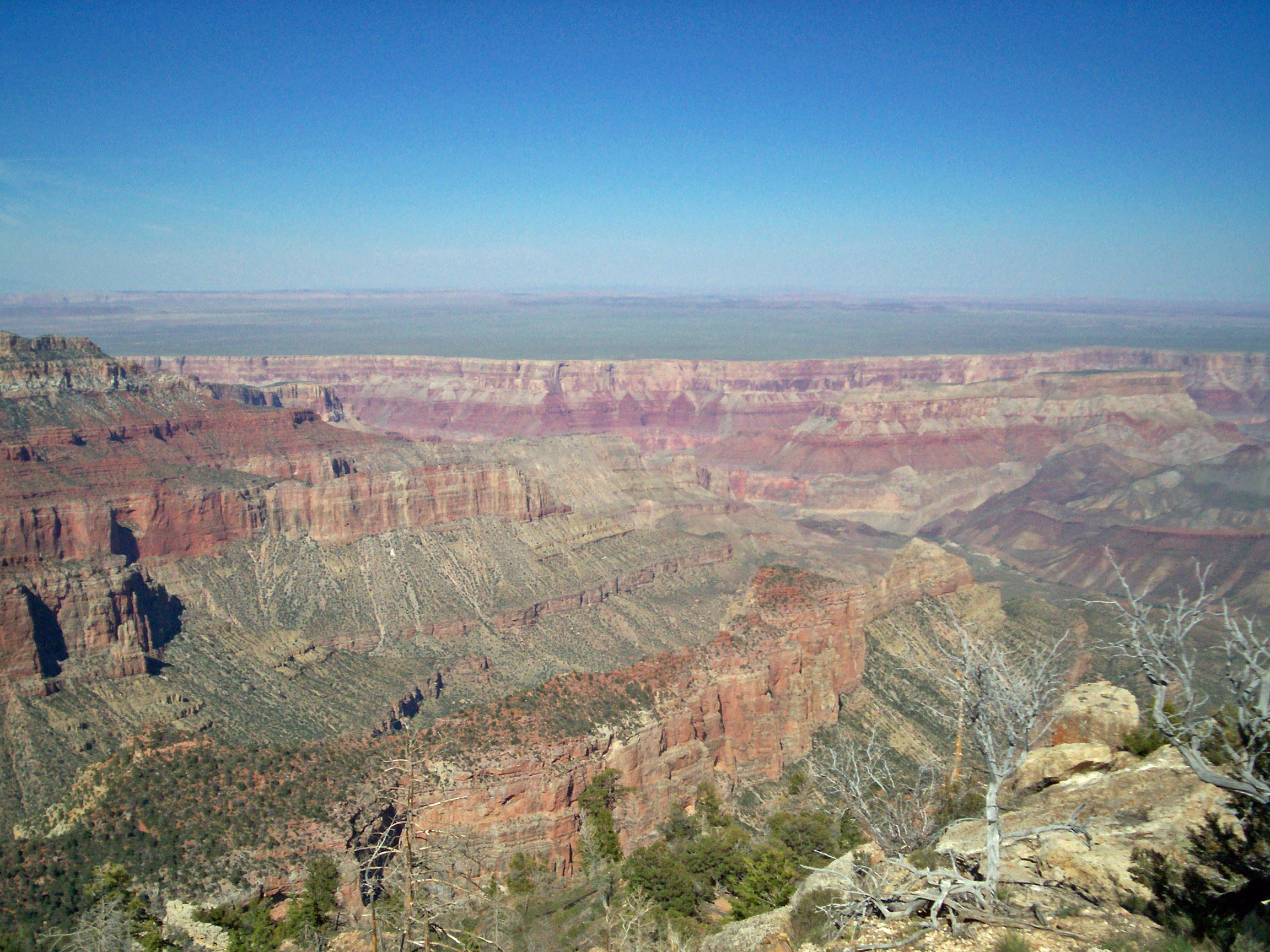
صورة للضفة الشمالية للخانق العظيم.

متنزه الخانق العظيم الوطني أو متنزه غراند كانيون الوطني (بالإنجليزية: Grand Canyon National Park) هو حديقة وطنية في الولايات المتحدة، وسميت كأحد مواقع التراث العالمي عام 1979. يقع المتنزه في أريزونا. أهم معالمه الخانق العظيم وهو ممر نهر كولورادو والذي يعتبر أحيانًا أحد عجائب الدنيا السبع الطبيعية. يمتد المتنزه على مساحة 4926 كم مربع.

## معرض

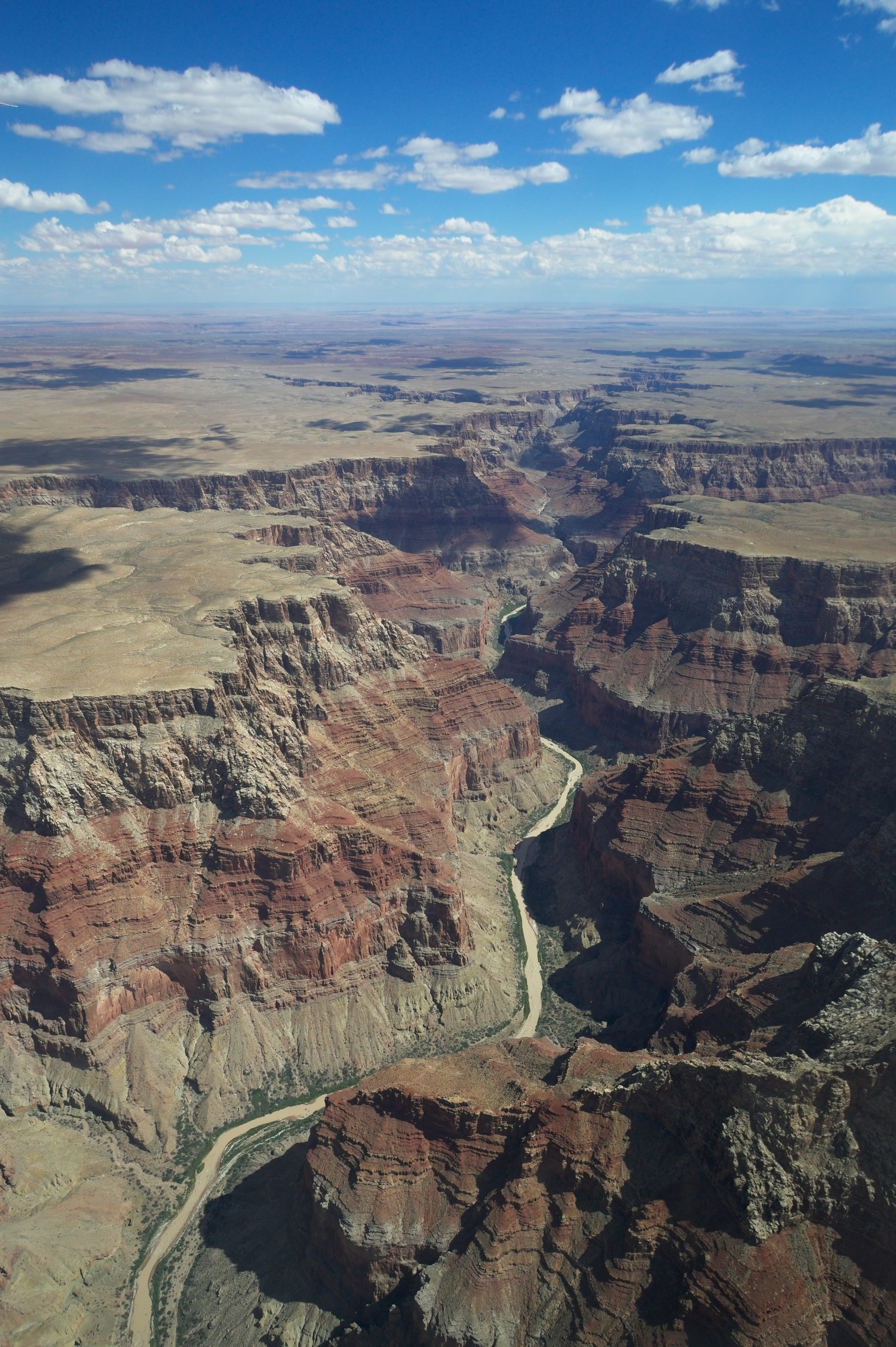

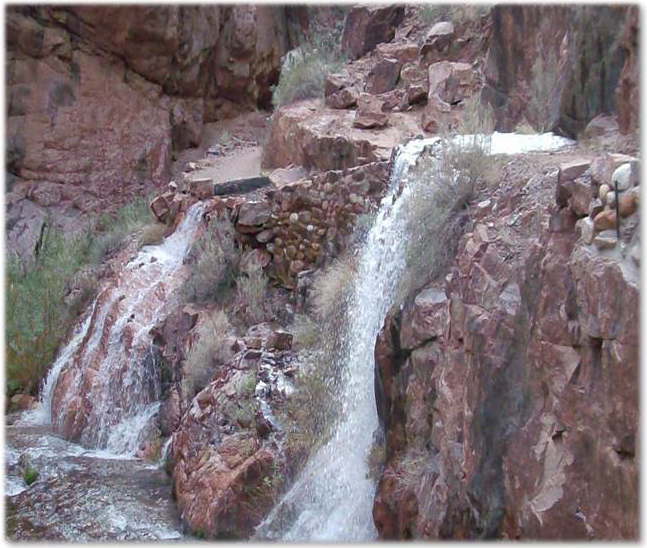
منتزه كراند كتنيون الوطني 1
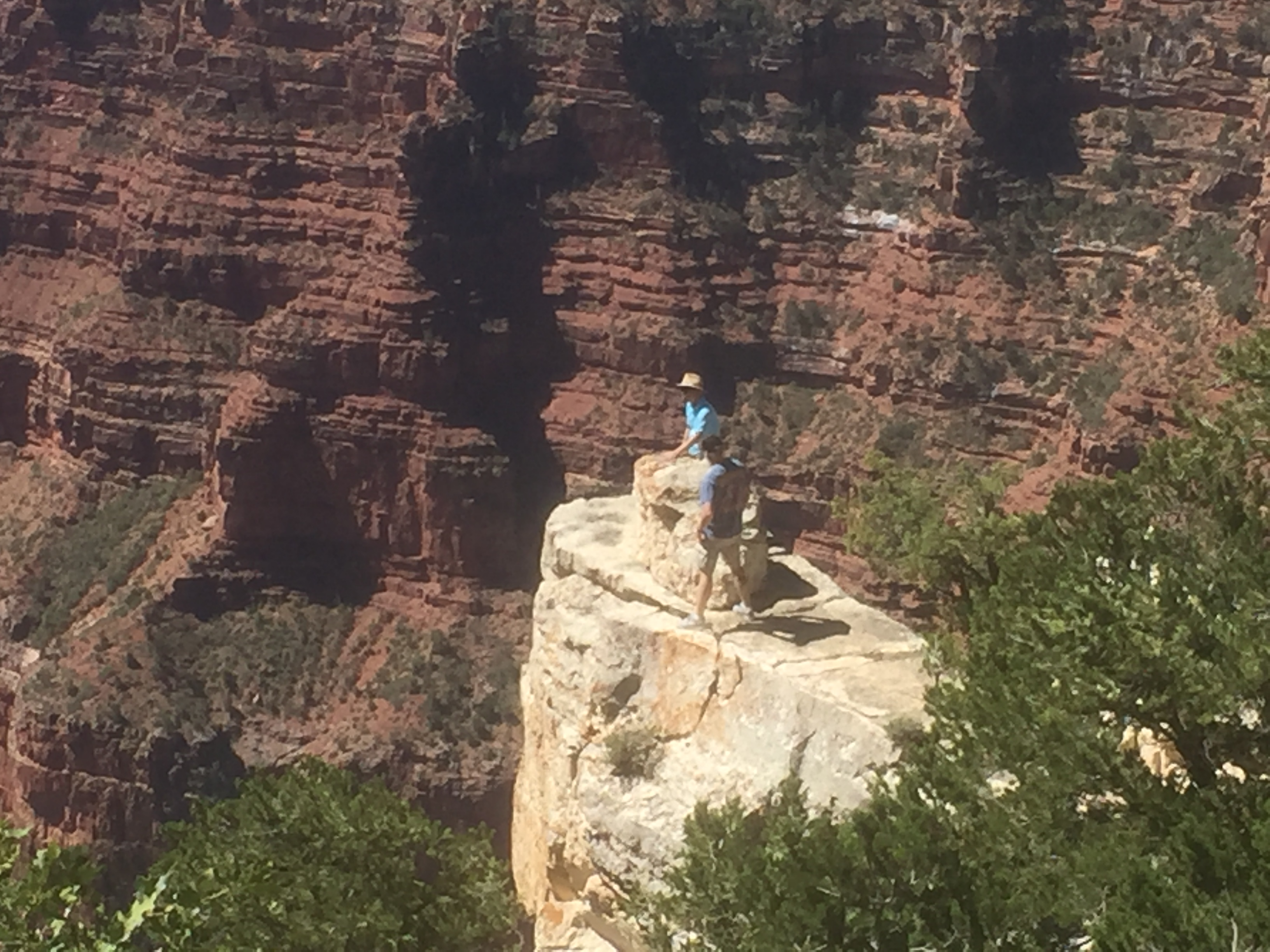
منتزه كراند كانيون الوطني 2
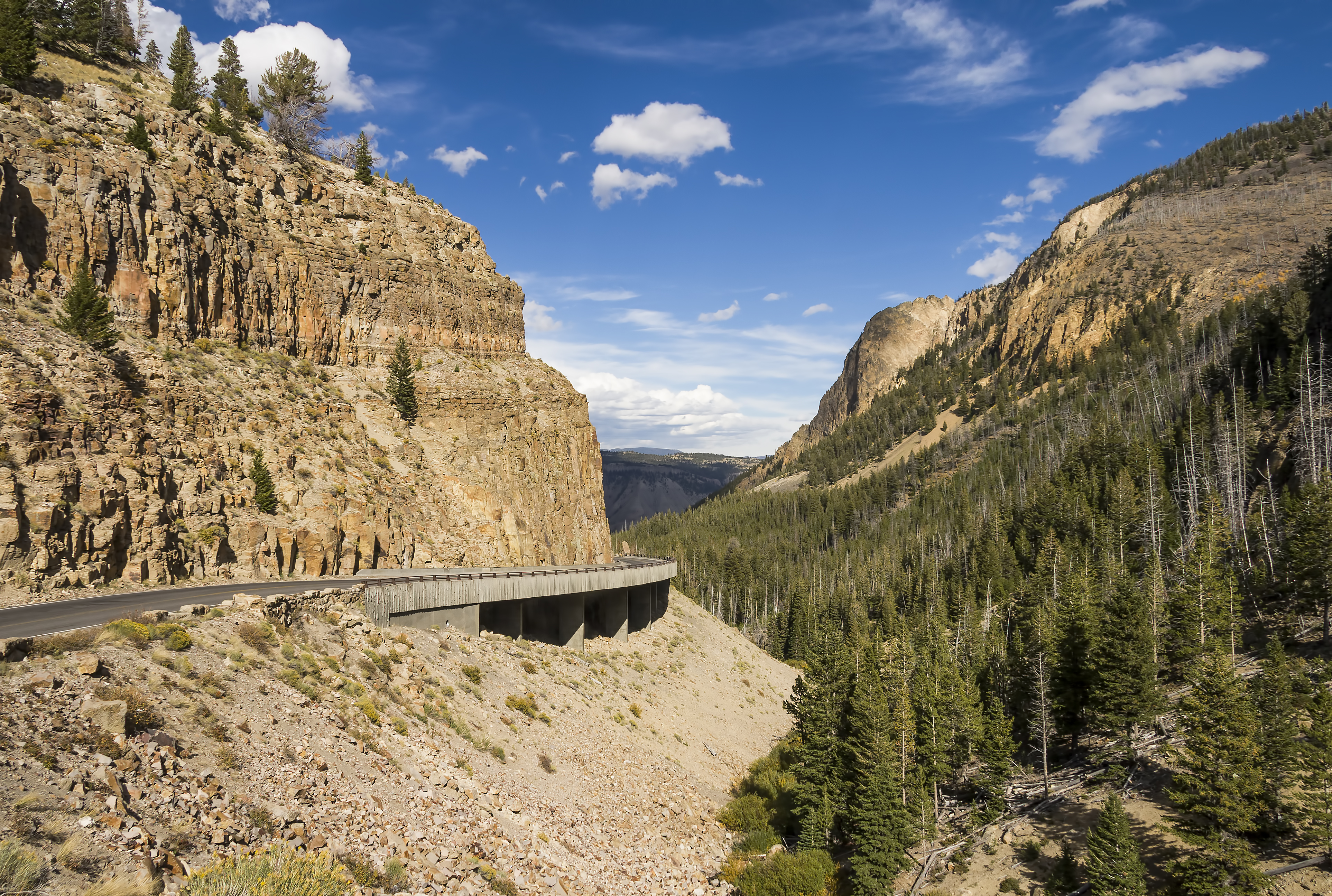
البوابة الذهبية
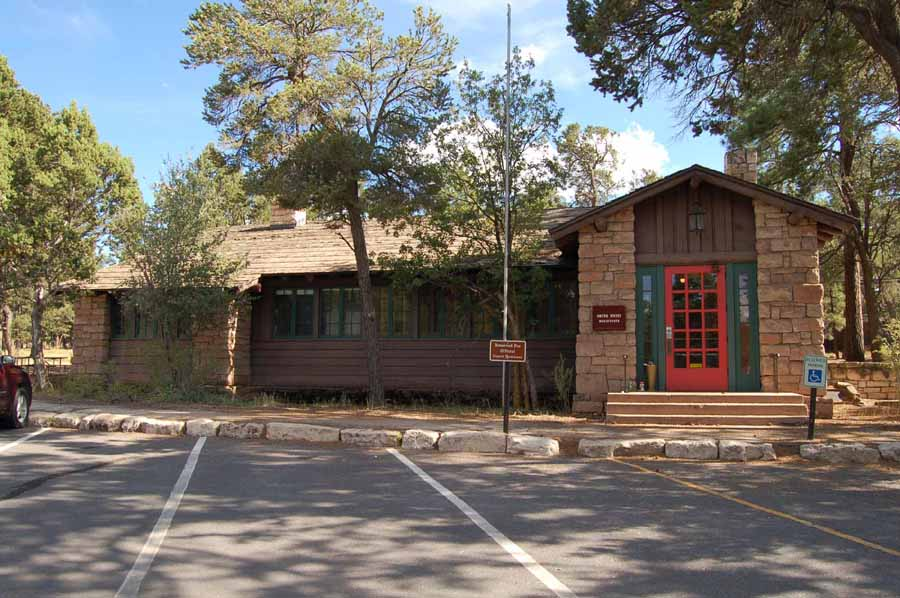
مكتب بريد كراند كانيون
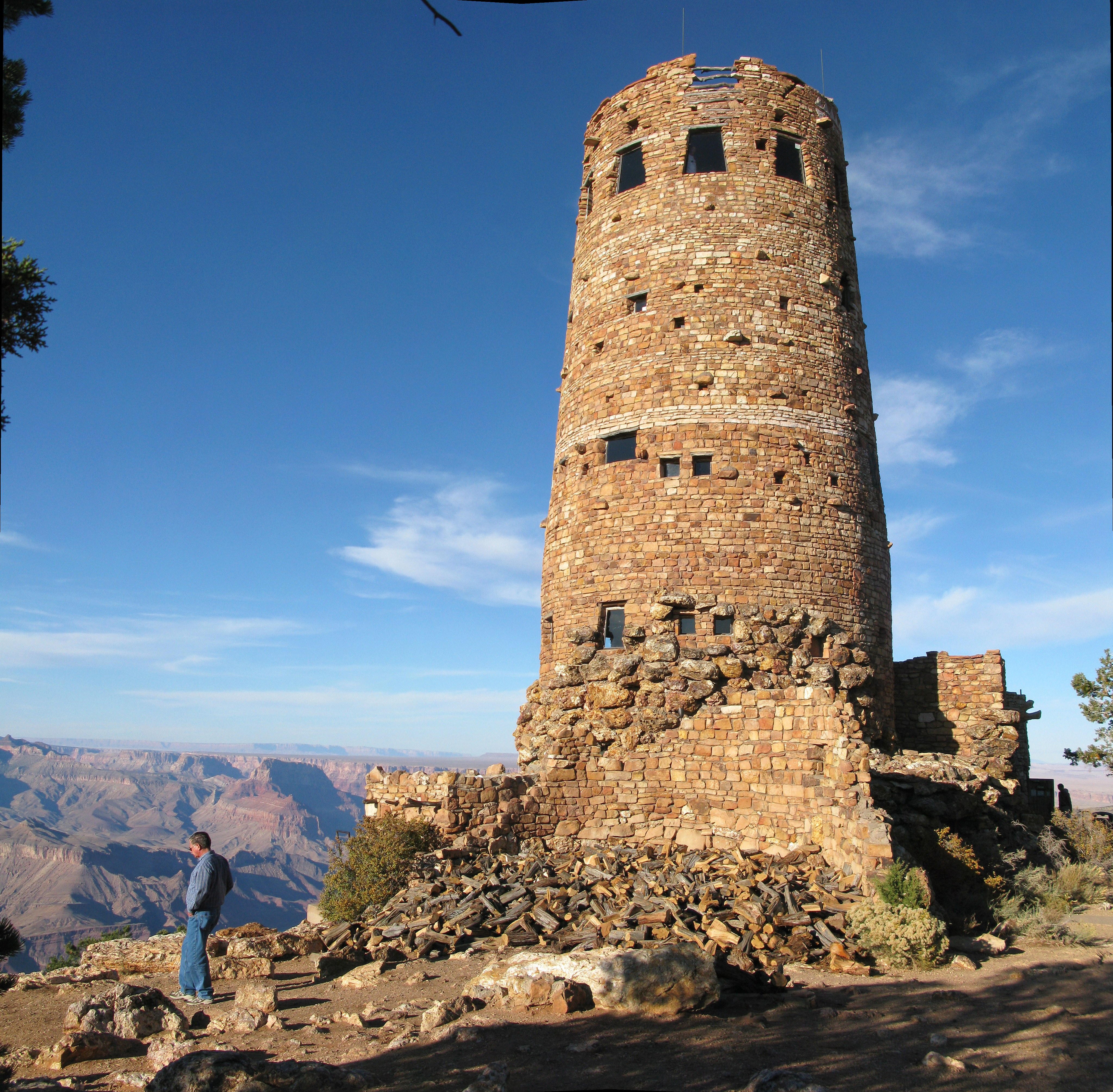
برج مراقبة في المنتزه

## وصلات خارجية
- الموقع الرسمي